# Carlos Mata (álbum)
Carlos Mata es el nombre del álbum debut homónimo de estudio grabado por el cantautor y actor venezolano Carlos Mata. Fue lanzado al mercado por la empresa discográfica Sonográfica en 1983. El álbum fue producido por Isaías Urbina y coproducido por Álvaro Serrano. En este álbum se desprenden los sencillos: «Cállate» y «Marisela», estos dos últimos fueron el tema principal de la telenovela venezolana de la extinta empresa televisora RCTV Marisela (1983-1984),  protagonizada por Franklin Virgüez y Tatiana Capote.

## Lista de canciones
1. Marisela (F. Gattorno, H. Carregal)
2. Aún te amo (C. Mata)
3. Hazme una fiesta (C. Mata)
4. Esta noche (C. Mata)
5. Para qué (I. Urbina)
6. Cállate (I. Urbina)
7. Dame esa oportunidad (C. Mata, A. Mata, Á. Serrano)
8. Sin ella (C. Mata, A. Mata)
9. Tú (C. Mata, A. Mata)
10. Una llamada más (C. Mata)

- Datos: Q101231978